# Lemania

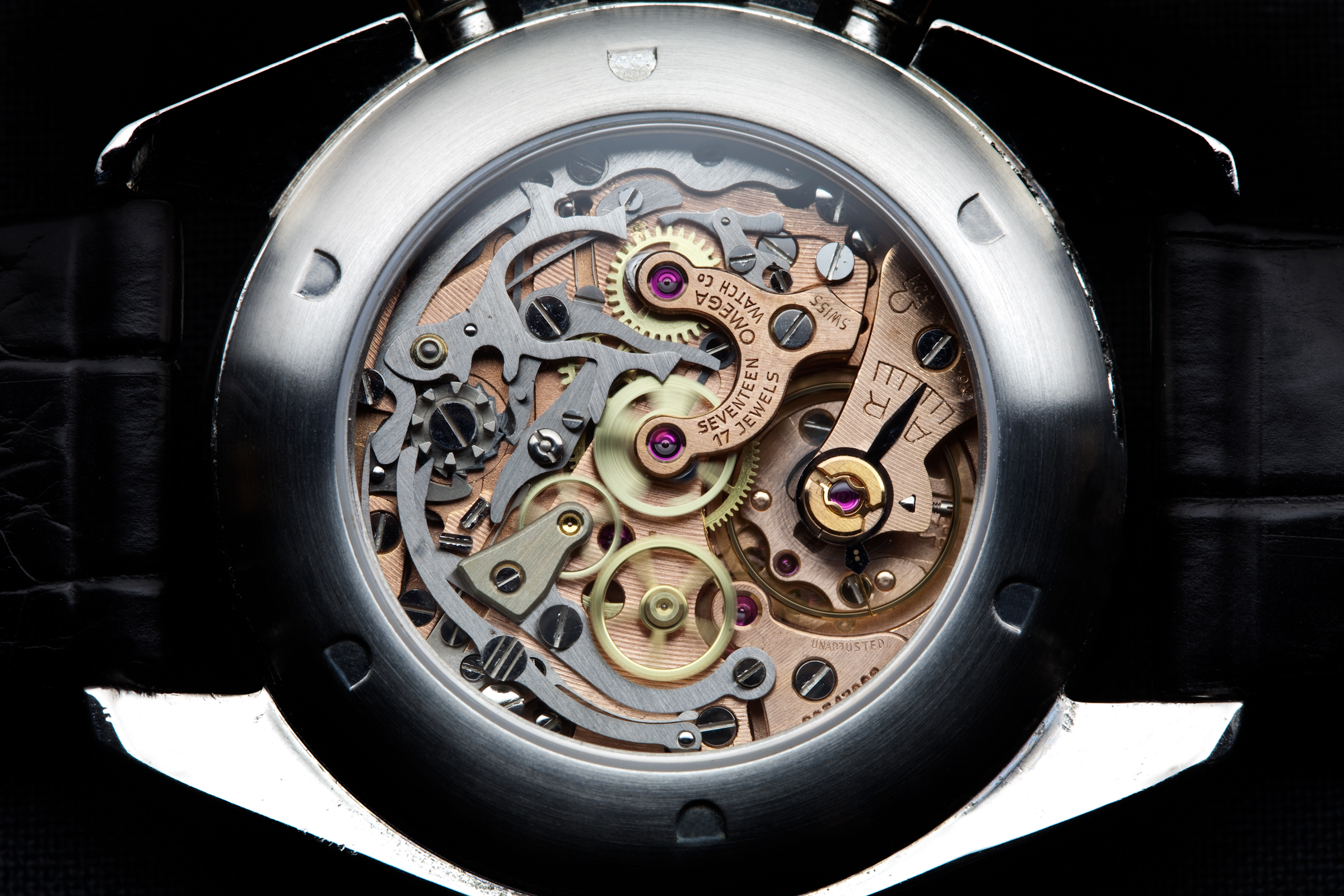
Un meccanismo Omega 321 (base Lemania 2310) del 1967.

Lemania è un'azienda svizzera fondata nel 1884 da Alfred Lugrin specializzata nella fornitura di meccanismi per orologi. Il marchio, assorbito da Breguet negli anni Novanta del Novecento, è ora all'interno del gruppo Swatch.

## Storia

### Da A. Lugrin e Cie a Lemania (dalla fondazione al 1920)
Nato nel 1858, Alfred Lugrin proveniva da una famiglia di contadini di L'Isle nel cantone di Vaud. Ha acquisito competenze nella meccanica di precisione da autodidatta. Nel 1879, all'età di 21 anni, fu assunto dalla società LeCoultre (che poi diventerà Jaeger-LeCoultre) e cinque anni dopo, nel 1884, decise di avviare un'attività in proprio a L'Orient, nel comune di Chenit. Nasce così il complicato laboratorio di orologeria "A. Lugrin e Cie.", si trova nell'edificio Chez Trompette.
La produzione, che fu meccanizzata molto rapidamente, iniziò con la commercializzazione di ébauches per cronografi e orologi con ripetizione.
La sua azienda presto si fa notare nel mondo dell'orologeria vincendo diverse medaglie d'oro all'Esposizione Universale di Milano nel 1906 e all'Esposizione nazionale svizzera di Berna nel 1914.
Nel 1920, dopo 35 anni di gestione, Alfred Lugrin morì. Nel corso della sua vita fu anche membro del Gran Consiglio vodese e partecipò alla fondazione della Scuola di orologeria della Vallée de Joux. Suo genero, Marius Meylan, lo sostituì nell'azienda e nel 1924 la ragione sociale venne modificata in “Lemania-Lugrin SA" che costituisce un riferimento al Lago di Ginevra. Grazie a Meylan la casa si è sviluppata e ha raggiunto lo status di manifattura offrendo orologi finiti firmati Lemania.

### Dalla crisi economica alla fornitura delle forze armate (1930-1960)
A seguito della crisi del 1929 che ha comportato un'importante riduzione delle vendite nel mondo orologiero, Lemania scelse di unirsi alla holding SSIH nel 1932. Questo passo segna la nascita di una stretta collaborazione con le aziende Tissot e Omega, le quali erano in SSIH già da un paio d'anni. Grazie all'ingresso in SSIH, sia Tissot, ma soprattutto Omega ha beneficiato (e beneficia tuttora) della realizzazione dei calibri cronografici di Lemania, che ben presto vennero montati sui cronografi dell'azienda di Biel: basti pensare che gli Speedmaster adottarono i calibri Lemania 2310 (già adottato da Omega a partire dagli anni Quaranta) e il 1873.
Nel 1940 l'azienda impiegava 200 persone.

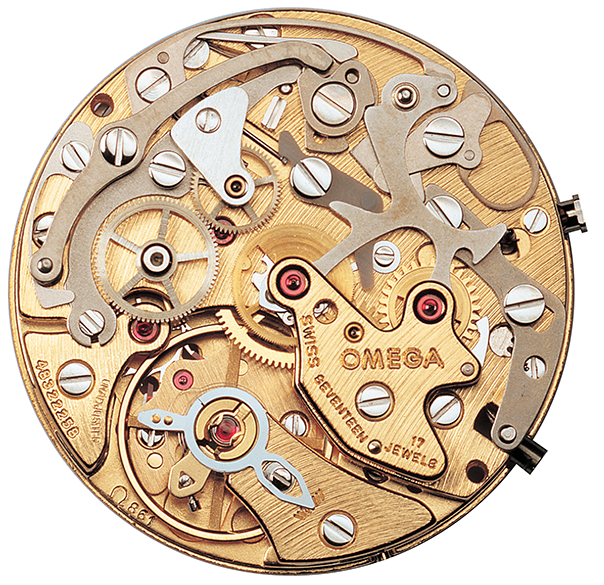
Omega 861 (base Lemania 1873), anni Sessanta.

Oltre ai cronometri sportivi e agli orologi di bordo per auto e velivoli (come il Lemania Nero montato su diversi velivoli della RAF) vengono progettati anche diversi calibri cronografici da 13 e 15 linee. Lemania divenne anche uno dei marchi della cosiddetta "dirty dozen", cioè uno di quei dodici marchi incaricati dal Ministro della difesa del Regno Unito di fornire le truppe per la Seconda guerra mondiale. Questi orologi erano caratterizzati per presentare sul quadrante e sul fondello il simbolo di appartenenza al governo del Regno Unito, oltre a riportare le tre W: Watch, Wrist, Waterproof. Il rapporto tra Lemania e la Gran Bretagna si consolidò proprio in questi anni.
Fino agli anni '60 gli orologi Lemania vennero utilizzati per rifornire varie forze armate in tutto il mondo, in particolare con modelli di cronografi da polso monopulsante. Un esempio è dato dal Lemania HS9 (HS era l'abbreviazione di Hydrographic Survey), un modello realizzato appositamente per la Royal Navy britannica per tutta la seconda metà degli anni Quaranta. Il movimento incassato da questo cronografo monopulsante era il Lemania CHT 15 (in seguito incassato anche da Panerai). La partnership tra Regno Unito e Lemania si estende anche per la fornitura alla BBC di diversi cronografi, da tasca e da polso, per misurare con precisione la durata delle trasmissioni.
Nel 1941, Albert Piguet e Jacques Reymond progettarono il Lemania CH-27, un cronografo integrato. La sua denominazione evolverà in seguito, e a seconda della versione diventerà il 23xx con contaminuti e il 25xx con conta ore. Sarà utilizzato principalmente Tissot (referenze C27-41 e C27-41H) e da Omega (referenze 320 e 321) inizialmente, per poi essere montato anche da altri. Questo meccanismo sarà il primo ad essere accreditato dalla NASA nel 1965 per equipaggiare i voli spaziali con equipaggio nordamericani. Inoltre, nel 2019, la casa Omega rende omaggio al calibro 25xx e decide di rieditare con grande precisione il calibro 321 che ne deriva.

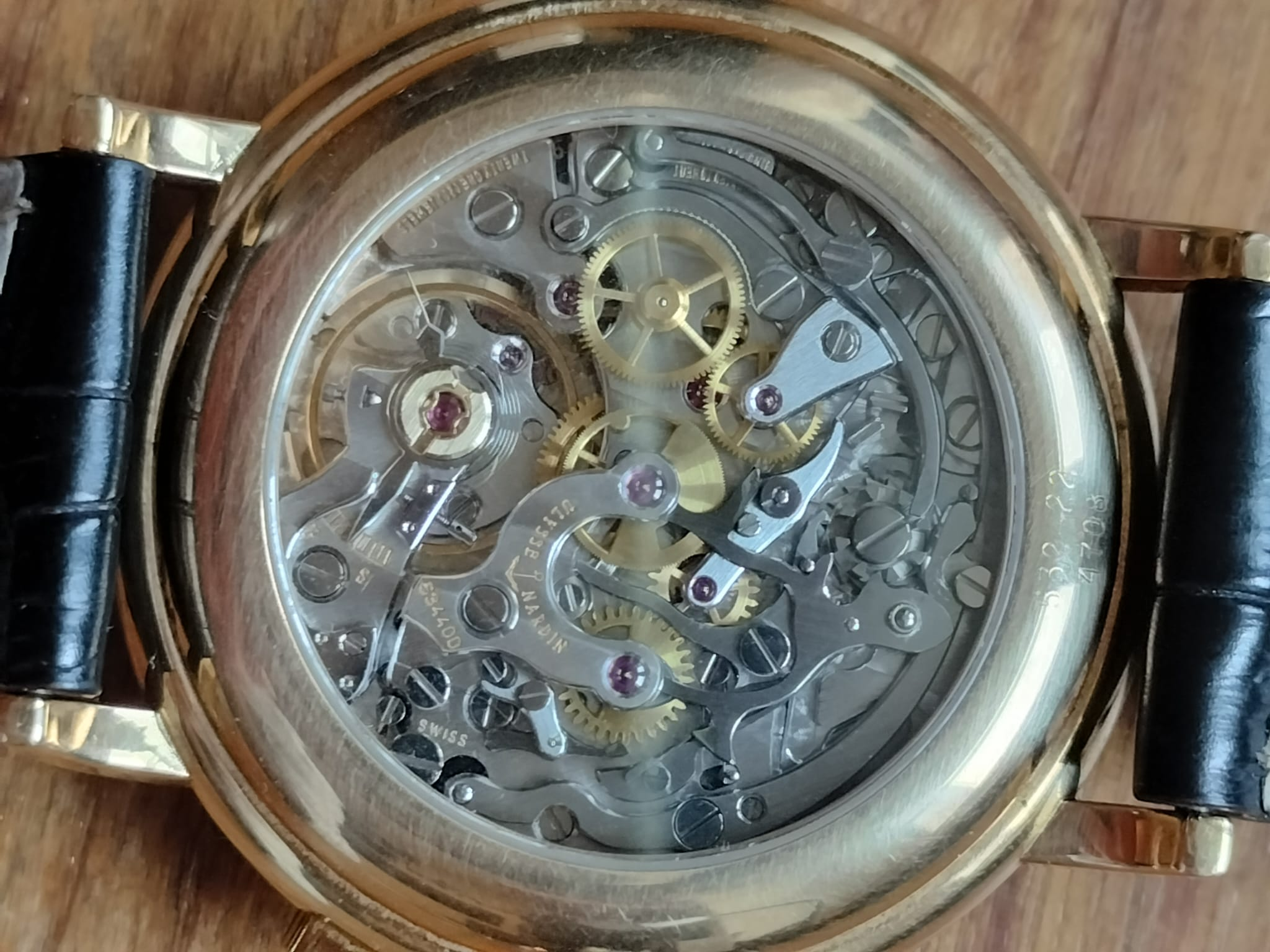
Calibro Ulysse Nardin UN-53 base Lemania 2320 (derivato dal Lemania 2310). Fine anni Ottanta.

Considerato uno dei cronografi di maggior successo nella storia dell'orologeria svizzera, il calibro 23xx ha ottenuto il meritato riconoscimento essendo stato consegnato dal 1986 fino alla metà degli anni 2010 alle prestigiose case Patek Philippe (chiamato CH 27-70: vedasi il Patek Philippe cronografo ref. 5070, e poi montato anche sui crono calendari perpetui reff. 3970 e 5970 con l'aggiunta del modulo perpetuo e ribattezzato CH 27-70Q), Vacheron Constantin (ribattezzato 1141), Audemars Piguet, Ulysse Nardin, Breguet (si veda la ref. 3230), Roger Dubuis.

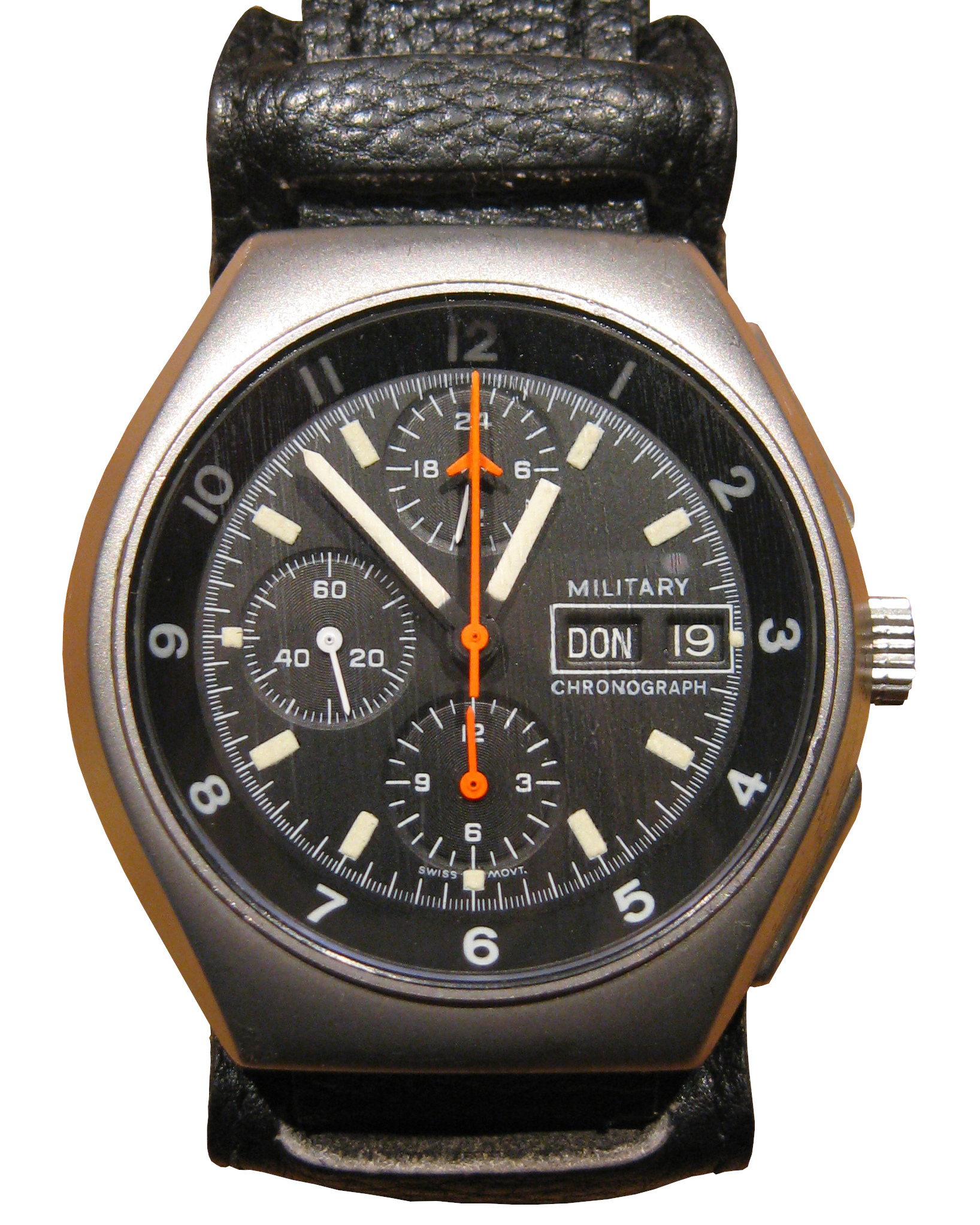
Un cronografo Tutima che monta un calibro Lemania 5100. Il movimento è facilmente riconoscibile dalla presenza di due lancette sovrapposte per contaminuti e contatore dei secondi cronografici.

La base del 23xx/25xx verrà utilizzata per sviluppare i cronografi a camme 12xx. Più semplici e meno costosi da produrre, la loro produzione durò fino alla metà degli anni '60. Anche il calibro a tre lancette 3000 che succede al 27A ha la stessa origine. Alcune revisioni di questi movimenti possono contenere funzioni di data e fasi lunari.

### La diffusione (1960-1970)

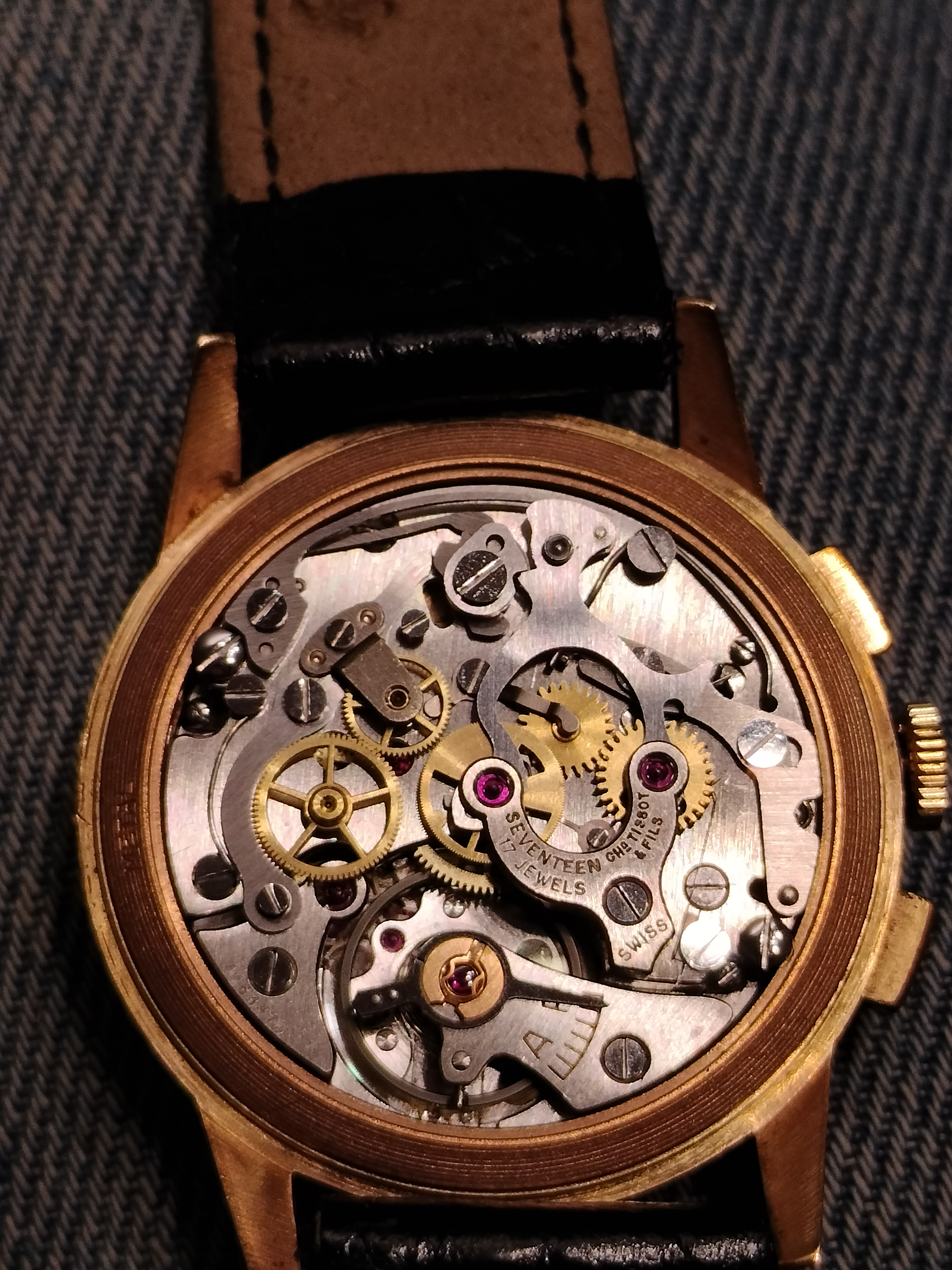
Tissot 871 (base Lemania 1281) dotato di smistamento cronografico a camme. Anni cinquanta.

Nel 1968 fu presentata la serie 18xx (il cui più famoso fu il Lemania 1873), ritenuta più completa e robusta della serie 12xx da cui derivava, e pur sempre meno costosa dei precedenti 23xx/25xx, che rimarranno appannaggio di marchi di fascia alta. Molti modelli di cronografi a camme prodotti da Omega, Universal Genève, Piaget, Girard-Perregaux, TAG Heuer, Panerai, Breitling ed Eberhard & Co utilizzeranno questi calibri della serie Lemania 18xx.
Nel 1972 viene inoltre lanciata la serie 13xx, movimenti cronografici automatici derivati dalla serie 18xx. Diversi calibri derivati direttamente dalla serie Lemania 13xx sono presentati da altri marchi: l'Omega 1040 degli anni Settanta (derivato dal Lemania 1340), L'Ebel 137 nel 1994; il Breguet Type XX 582 nel 1995; Ulysse Nardin ha sviluppato il suo UN-32 (base Lemania 1352) nel 1996.

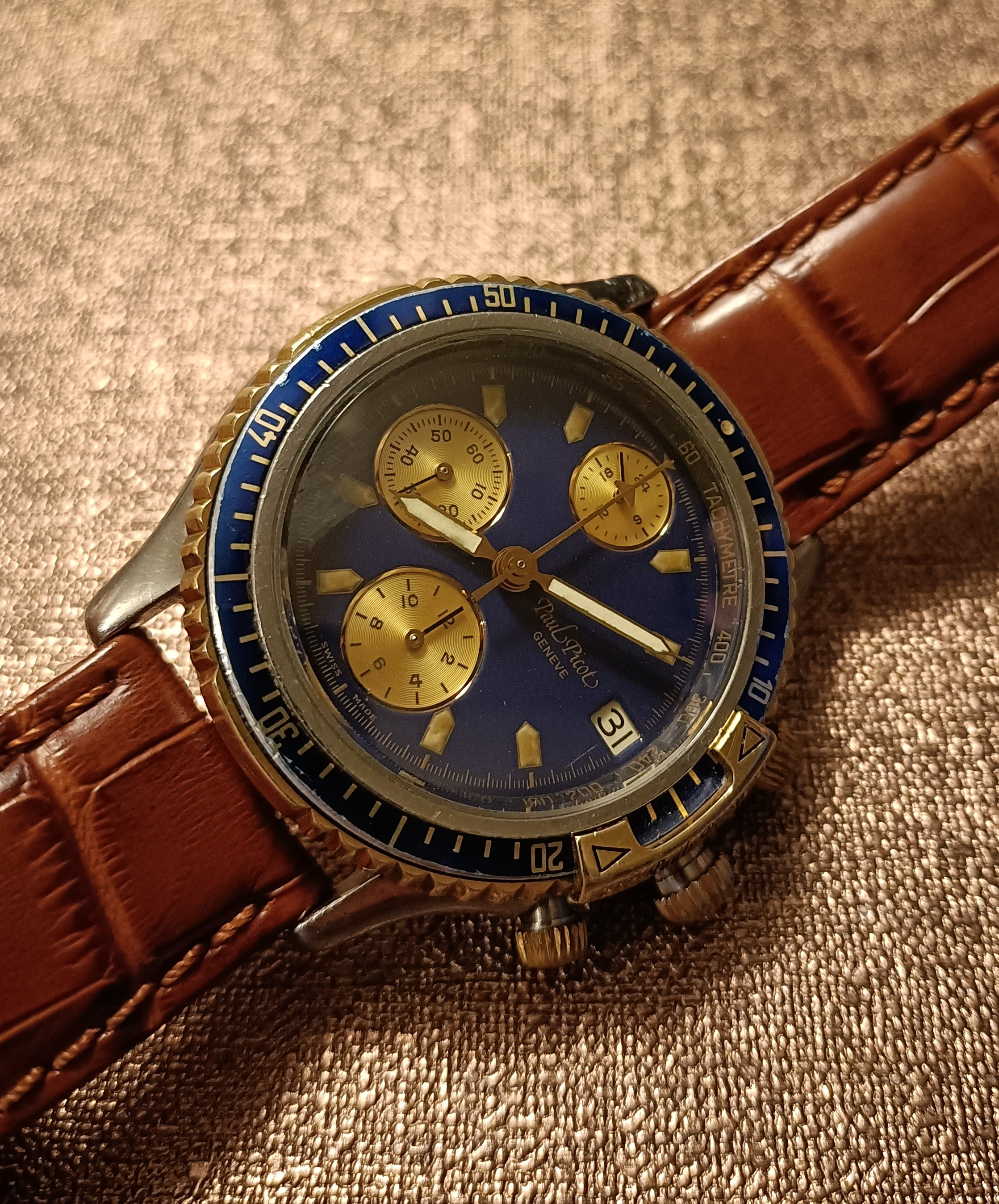
Paul Picot U-BOOT che monta un Lemania 5100. Fine anni Ottanta.

Nel 1978 nasce invece il movimento cronografo automatico 5100, incassato da marchi sportivi come Bell & Ross, Tutima, Fortis, Sinn, Orfina/Porsche Design, ma anche da altri più classici ed eleganti come Paul Picot (come sul modello U BOOT), ed Omega.
Allo stesso tempo è stata perfezionata una partnership con Jean Lassale per poter sfruttare il calibro 1200. Quest'ultimo è, con i suoi 1,2 millimetri di spessore, è ancora oggi il calibro meccanico più sottile al mondo, realizzato anche in una variante automatica che misura invece 2,08 millimetri.
A metà degli anni '70 l'intera industria orologiera svizzera fu invasa dai movimenti al quarzo che portò alla crisi dell'orologeria meccanica tradizionale. La SSIH dovette decidere di abbassare i costi di produzione e si separò dalla fabbrica Lemania nel 1980, la quale non era rimasta al passo con l'innovazione dei movimenti a batteria, continuando la realizzazione dei suoi calibri meccanici.

### Nouvelle Lemania (1980-2020)
Il gruppo Piaget rilevò l’azienda nel 1981 con un organico notevolmente ridotto e la rinominò Nouvelle Lemania. Questa acquisizione consente a Heuer (all'epoca, e per pochi anni, proprietà di Piaget prima di essere acquisita da TAG) di poter godere di movimenti Lemania. Nel frattempo il calibro 1200 di Jean Lassale veniva montato anche da marchi di fascia medio/alta e molto alta (ad esempio da Longines e Vacheron Constantin), in ragione della ricerca delle varie aziende dell'estrema sottigliezza dei propri segnatempo. Nel 1992 Investcorp, un fondo d'investimento del Bahrein che già possedeva il marchio Breguet, prese il controllo della Nouvelle Lemania. Così facendo Breguet iniziò a montare alcuni calibri Lemania, come il 1351, sul suo modello cronografico Type XX, destinato originariamente all'aviazione, ma progressivamente integrato anche per l'uso civile, oppure il Lemania 2310 montato sul Breguet ref. 3230. Il Lemania 2310 rimase, per tutti gli anni Ottanta, l'unico cronografo a carica manuale con smistamento cronografico con ruota a colonne sul mercato.
Nel 1999, il Gruppo Swatch ha acquisito il marchio Breguet e Nouvelle Lemania, che ancora oggi fa parte di questa holding.
Nel 2009, a seguito di una riorganizzazione strategica del Gruppo Swatch, si è deciso di interrompere la fornitura di grezzi di orologi alle aziende concorrenti del gruppo e di riservare esclusivamente i movimenti Nouvelle Lemania alla manifattura Breguet. Nel 2010, Nouvelle Lemania è stata ufficialmente assorbita e ribattezzata Breguet, tuttavia i suoi movimenti continuano ad essere ancora una solida base per molte maison, come nel caso di Omega, che ha presentato sulla nuova generazione dello Speedmaster il calibro Omega 3861, sempre su base Lemania 1873.